# 張神武
張神武（16世紀—1621年），字聲遠，江西南昌府新建縣人，明朝軍事人物。

## 生平
張神武本姓陳，是萬曆三十一年（1603年）的武舉人，次年（1607年）中武進士會元，獲授四川都司軍政僉書，當時他擒拿永寧宣撫奢崇明之母奢世續，導致奢氏部下閻宗傳以求主母為名劫掠永寧、赤水、普市、摩泥，朝廷得知後將他和永寧參將周敦吉抓捕，本擬處死，但在遼東經略袁應泰引薦下改為從征立功，天啟元年（1621年）他以原官率領家丁二百四十多人援遼，到廣寧時遼陽已經失陷，巡撫薛國用讓他留下，他堅持奉命支援遼陽拒絕，到遼河又遇上逃兵十餘萬人，他激勵部隊將領一同作戰但失敗，隔天在遼陽十七里外的首山被後金軍隊突然攻擊，他擊殺十多人後，因孤軍無援而戰死，部下二百多人也戰死，只有冉紹登等十四人傷殘奔回，監軍御史方震孺畫像率領將士羅拜，朝廷追贈他為都督同知，讓其子恩廕世襲本衞正千戶，立祠奉祀。

## 引用
1. 1 2  同治《新建縣志·卷四十三·忠義》：張神武，本姓陳，字聲遠，萬厯中舉武會試第一，授四川都司僉書，永寧宣撫以掠擒奢崇明之母奢世續，其部目閻宗傳怒以求主母為名大掠永寧、赤水、普市、摩泥，事聞神武論死。遼左兵興，用經略袁應泰薦，詔諭從征立功，神武率親丁二百四十餘人疾馳至廣寧，會遼陽已失，巡撫薛國用固留之不可，曰：「奉命守遼陽，非守廣寧也。」曰：「遼陽沒矣，若何之？」曰：「將以殲敵！」曰：「二百人能殲敵乎？」曰：「不能則死之！」前至遼河，遇逃卒十餘萬，神武激其帥曰：「以此眾戰誰禦，且雖死不失忠義，乃鼠竄偷生乎？」帥不從，神武遂獨率所部渡河抵首山，去遼陽十七里，而軍將士不食已一日，遇大清兵疾呼奮擊，孤軍無援盡歿于陣，監軍御史方震孺繪神武像，率將士羅拜，為文祭之，詔贈都督僉事，世廕千戶，立祠奉祀。 《明史》、省志、邸志
2. ↑  同治《新建縣志·卷三十四·武科》：明……萬厯三十一年癸卯鄉試 張神武 本姓陳……萬歷三十二年甲辰會榜 張神武 狀元
3. ↑  《明神宗顯皇帝實錄·卷四百三》：（萬曆三十二年十一月戊子）推武舉第一名張神武為四川都司軍政僉書。
4. ↑  《明神宗顯皇帝實錄·卷四百六十一》：（萬曆三十七年八月）乙亥治四川都司張神武及永寧參將周敦吉專兵起釁罪，先是朝廷以奢崇明襲四川宣撫其印，為酋婦奢世續匿去，神武奉檄入永寧追印，與敦吉謀矯旨，集兵千數掠其積聚子女，擒世續以歸，酋黨閻宗傳起夷兵以求主母為名，永赤屠摩等處焚刼如洗，久之宗傳降，藺印始出，上以神武貽禍地方著革任，與敦吉俱行川貴巡按官嚴勘具奏，毋得偏護。
5. ↑  《明熹宗悊皇帝實錄·卷十四》：（天啟元年九月辛亥）旌援遼都司張神武，神武籍江西新建，萬曆甲辰武科第一人，授四川都司僉書坐事繫獄，經畧袁應泰薦出之，以原官率家丁二百四十餘人援遼，至廣寧遼陽已陷，撫臣留之不可曰：「奉命援遼陽，非守廣寧也！」曰：「遼陽陷矣，子將焉之？」曰：「將以殺奴！」曰：「二百餘人能殺奴乎？」曰：「不能殺奴則死之！」前至河遇逃卒十餘萬西奔，神武固邀其帥與同進，曰：「以此眾戰，何敵不摧，縱死猶不失為忠義，而鼠竄偷生乎？」眾不從，於是神武率所部獨渡河，至首山距遼陽十七里，時神武已不食一日，奴不意我兵猝至，倉皇驚擾，神武急擊殺十百人，孤軍無援遂沒於賊，所部二百餘人俱戰死，僅餘冉紹登等十四人奔回，肢體無全者，監軍御史方震孺畫其像，率將士羅拜，為請于朝，贈都督同知，廕一子本衞正千戶世襲。